# Escalabilidade social
De acordo com Nick Szabo, escalabilidade social é o segredo do sucesso do Bitcoin. Ele explica esse conceito como a "capacidade de uma instituição superar deficiências nas mentes humanas e motivar ou restringir aspectos da referida instituição que limitam quem ou quantos podem participar com sucesso."
Ainda segundo Szabo, a escalabilidade social faz parte da evolução do ser humano, possibilitando um aumento no número de operações que podemos realizar sem a necessidade de pensar nelas.
Os avanços nas instituições e os tecnológicos que ocorreram ao longo do tempo permitiram um aumento na escalabilidade social, isto é, permitiram que pessoas em maior quantidade e diversidade pudessem participar nas instituições, diminuindo os riscos e aumentando os benefícios na participação.

## Definição
Escalabilidade social é sobre as formas e dimensões em que os participantes podem pensar e responder a instituições e colegas participantes à medida que a variedade e o número de participantes nessas instituições ou relacionamentos cresce. Em oposição a escalabilidade do ponto de vista da engenharia, está relacionada a limitações humanas e não a limitações tecnológicas ou restrições físicas de recursos.
A escalabilidade social de uma tecnologia institucional, uma tecnologia que contribui no desempenho de uma instituição, depende de como ela restringe ou motiva a participação nesta instituição, incluindo a proteção dela e dos participantes contra um ataque ou uma participação perigosa.
Uma forma de estimar a escalabilidade social é pelos benefícios e danos extras que uma instituição concede ou impõe aos participantes. Anteriormente, por razões comportamentais, os custos esperados e outros prejuízos da participação em uma instituição cresciam mais rapidamente que seus benefícios. A diversidade cultural de pessoas que podem participar beneficamente também é importante, especialmente no contexto global da internet. Quanto mais uma instituição depende de leis, costumes ou línguas locais, menos escalável socialmente ela é.

## Inovação em escalabilidade social
Sem as inovações tecnológicas e nas instituições do passado, a participação em empreendimentos compartilhados seria geralmente limitada a cerca de 150 pessoas, o famoso “número de Dunbar”. De acordo com Dunbar, a capacidade cognitiva, representada pelo tamanho relativo do neocórtex das espécies, define limites no tamanho dos grupos de primatas.
A criação da linguagem proporcionou um aumento significativo na escalabilidade social, facilitando a cooperação entre os seres humanos através da comunicação.
Inovações em escalabilidade social envolvem melhorias tecnológicas e nas instituições que façam funções serem transferidas da mente para o papel ou para as máquinas, diminuindo custos cognitivos enquanto aumenta o valor da informação fluindo entre mentes, reduzindo vulnerabilidade e/ou buscando e descobrindo participantes novos e mutuamente benéficos. Fluxos de informação entre mentes incluem palavras faladas e escritas, costumes, regras, diversidades de símbolos, preços de mercado, entre outros.
De acordo com Alfred North Whitehead: "É um truísmo profundamente errôneo, repetido por todos cadernos e por pessoas ilustres quando estão discursando, dizer que devemos cultivar o hábito de pensar no que estamos fazendo. O contrário é exatamente o caso. A civilização evolui estendendo o número de operações importantes que podem ser desempenhadas sem pensar nelas."
Uma ampla diversidade de inovações reduziu a vulnerabilidade entre os participantes, intermediários e estranhos, e assim diminuiu a necessidade de gastar nossas escassas capacidades cognitivas, preocupando-nos com a forma como um número cada vez maior de pessoas pode se comportar. Outras melhorias motivaram a coleta e transmissão precisas de informações valiosas entre número e variedade crescentes de participantes. Todos estes tipos de inovações ao longo da história humana melhoraram a escalabilidade social.
A Tecnologia da Informação pode descobrir muitas combinações mutuamente benéficas, pode melhorar as motivações para a qualidade da informação, e diminuir a necessidade de confiança dentro de determinados tipos de transações institucionais, em relação a um número cada vez maior de pessoas, aumentando a escalabilidade social de formas bastante significativas.
Devido às grandes melhorias na tecnologia da informação nas últimas décadas, o número e a variedade de pessoas que podem participar com sucesso de uma instituição online são muito menos restringidos pelos limites dos computadores e das redes do que pelas limitações da mente e das instituições que geralmente ainda não foram suficientemente redesenhadas ou evoluíram para tirar proveito dessas melhorias tecnológicas.
Um ponto importante para o crescimento da escalabilidade social é a minimização da confiança. Como podemos observar no caso do sistema moderno de leis, em que a vulnerabilidade das pessoas foi reduzida através da garantia de direitos, permitindo que qualquer pessoa pudesse estabelecer contratos com outros e recorrer a tribunais quando problemas ocorressem, sem precisar resolver pessoalmente com os indivíduos. Outro exemplo que proporcionou um aumento na escalabilidade social é o do mercado, fazendo com que as pessoas pudessem se beneficiar uns com os outros, como um comprador e um vendedor através do dinheiro, que é amplamente aceitável e padronizado. Além disso, o comprador se beneficia dos trabalhos de terceiros sem necessariamente confiar neles, quando pensamos em todos os envolvidos na cadeia de produção de determinado produto final. De acordo com Adam Smith, "a diferença entre os homens e os animais, é que somos mercantis, fazemos trocas. Numa sociedade civilizada, o homem a todo o momento necessita da ajuda e cooperação de grandes multidões, e sua vida inteira mal seria suficiente para conquistar a amizade de algumas pessoas. O homem tem necessidade quase constante de ajuda dos semelhantes, e é inútil esperar esta ajuda simplesmente da benevolência alheia. Ele terá maior probabilidade de obter o que quer, se conseguir interessar a seu favor a auto-estima dos outros, mostrando-lhes que é vantajoso para eles fazer-lhe ou dar-lhe aquilo de que ele precisa."
O dinheiro contribui para a escalabilidade social, aumentando as oportunidades de realização da sua transação. Ao reduzir os problemas de coincidência (coincidência de desejos numa troca e coincidência de desejos e eventos em transferências unilaterais), através de uma forma amplamente aceitável e reutilizável de armazenamento e transferência de riqueza, o dinheiro reduziu muito os custos de transação, possibilitando mais trocas de uma maior variedade de bens e serviços envolvendo intercâmbios e outras relações de transferência de riqueza com um número muito maior e uma variedade muito maior de pessoas. Uma ampla variedade de mídias, como a própria linguagem oral, argila, papel, telégrafo, rádio e redes de computadores, serviram para comunicar ofertas, aceitações e os acordos e preços resultantes, bem como o monitoramento do desempenho e outras comunicações comerciais.
A minimização da confiança está reduzindo a vulnerabilidade ligada a comportamentos prejudiciais de participantes uns com os outros, com estranhos e com intermediários. Instituições que passaram por uma longa evolução cultural, como a lei e as tecnologias de segurança, reduzem nossas vulnerabilidades em relação aos outros e, dessa forma, nossas necessidades de confiança, quando comparadas as vulnerabilidades de antes dessas instituições e tecnologias evoluírem. Em muitos casos, uma instituição confiável depende que seus participantes confiem em outra instituição suficientemente confiável. Uma inovação pode retirar parcialmente apenas alguns tipos de vulnerabilidades, tais como diminuir a necessidade ou risco de confiar em outra pessoa. Não há algo como uma instituição ou tecnologia sem necessidade de confiança.
Até para a nossa tecnologia de segurança mais forte, a criptografia, não existe uma completa prescindibilidade de confiança. Apesar de alguns protocolos de criptografia garantirem determinadas trocas de dados com alta probabilidade contra adversários com alto poder computacional, eles não fornecem garantia completa quando leva-se em consideração todos os possíveis comportamentos de todos os participantes.

## Escalabilidade social daInternet
A criação e popularização da Internet permitiu que os indivíduos pudessem cooperar uns com outros num alcance global. Ela possibilita que indivíduos trabalhem simultaneamente e de maneira colaborativa independente da distância e da classe social. Isso tem gerado um aumento na escalabilidade social.
A correspondência de pessoas com perfis semelhantes têm facilitado a descoberta de participantes mutuamente benéficos. Este é provavelmente o tipo de escalabilidade social em que a Internet mais se destacou, como pode ser visto nas redes sociais, facilitando relacionamentos em diversos níveis, do casual ao frequente ou ao obsessivo. Christopher Allen, entre outros, fez algumas análises interessantes e detalhadas sobre o tamanho do grupo e o tempo gasto interagindo em jogos online e redes sociais associadas.
Outras ferramentas online, como as de transações financeiras, de oferecimento e prestação de serviços trouxeram escalabilidade social através de melhorias na correspondência com os interesses das pessoas: buscando, encontrando, reunindo e facilitando a negociação de acordos comerciais benéficos para todas as partes. Estas ferramentas facilitam também pagamento, envio, verificação de que terceiros tenham realizado as obrigações assumidas e comunicação sobre a qualidade dos serviços, como no caso do sistema de "classificação por estrelas".

## Escalabilidade social dasegurança de rede
Atualmente, programas e protocolos executando em nossos computadores e em redes de dados implementam a maioria de nossos acordos comerciais. Apesar disso melhorar bastante os fluxos de informação e as correspondências entre pessoas e serviços, isso chegou ao custo de um aumento na vulnerabilidade a comportamentos prejudiciais. Quanto mais emails alguém recebe de estranhos, maior a probabilidade de receber um ataque de phishing ou um anexo com malware.
Com o crescimento das redes, mais pessoas com hábitos e restrições comportamentais menos compreendidos uns pelos outros passam a se conectar. A segurança por meio de controle de acesso com confiança na fonte se divide como um mecanismo de segurança eficaz à medida que as organizações se tornam maiores, que os limites organizacionais são ultrapassados e que recursos mais valiosos e concentrados, como dinheiro, são depositados ou ativados pelos computadores.
Muitos servidores não são valiosos o suficiente para que pessoas de dentro ou externas queiram atacar. Mas uma quantidade crescente de outros servidores contêm concentrações valiosas de recursos que atraem a atenção de atacantes. A segurança através da confiança centralizada escala fracamente. Conforme os recursos controlados pelos computadores se tornam mais valiosos e mais concentrados, a segurança tradicional baseada em confiança na fonte se torna mais parecida com a segurança de “chamar o policial” que estamos acostumados no mundo físico. Felizmente com blockchains podemos fazer muito melhor para vários dos nossos cálculos mais importantes.

## Escalabilidade social de blockchains ecriptomoedas
Enquanto o principal benefício da escalabilidade social da Internet tem sido as correspondências, o benefício predominante da escalabilidade de blockchains é a minimização da confiança. Uma blockchain pode reduzir a vulnerabilidade bloqueando a integridade de alguns serviços importantes e de alguns fluxos importantes de informações e, no futuro, pode diminuir a vulnerabilidade da integridade de algumas funções importantes de correspondência. A confiança nas atividades secretas e arbitrariamente mutáveis de uma computação privada pode ser substituída pela confiança verificável no comportamento de uma computação pública geralmente imutável. Uma blockchain pode ser vista como um exército de robôs, cada um checando o trabalho uns dos outros.
Um indivíduo ou grupo se comunicando sob o nome de “Satoshi Nakamoto” trouxe o Bitcoin para a Internet em 2009. O avanço de Satoshi com o dinheiro foi fornecer escalabilidade social através da minimização da confiança: reduzindo a vulnerabilidade a contrapartes e terceiros. Por meio da substituição da segurança computacionalmente dispendiosa, mas automatizada, pela segurança tradicional computacionalmente barata, mas institucionalmente cara, Satoshi obteve um bom incremento na escalabilidade social. Um conjunto de intermediários parcialmente confiáveis substitui um intermediário único e totalmente confiável. A escalabilidade social do Bitcoin permite que instituições financeiras, como os bancos, tenham a sua autoridade sobre o dinheiro reduzida.
A segurança socialmente escalável do Bitcoin, baseada na ciência da computação, e não na polícia e nos advogados, permite, por exemplo, que clientes na África paguem fornecedores na China através das fronteiras. Um blockchain privado não pode realizar esse feito com a mesma facilidade, pois exigiria um esquema de identificação, autoridade de certificação e PKI compartilhada entre essas várias jurisdições. Além disso, blockchains privados assumem e exigem nós contáveis e distinguíveis com segurança.
Alguns dos “blockchains privados” se qualificam como de “razão distribuída” ou “banco de dados compartilhado” ou similar. Eles são todos muito diferentes e não tão socialmente escaláveis quanto blockchains públicos e sem permissão como Bitcoin e Ethereum.